# Eros (película)
Eros es una película antológica de 2004 que consta de tres segmentos cortos: The Hand (La mano) dirigida por Wong Kar-wai en chino mandarín, Equilibrium (Equilibrio) de Steven Soderbergh en inglés y The Dangerous Thread of Things (El peligroso hilo de las cosas) de Michelangelo Antonioni en italiano. Cada segmento aborda los temas del amor y el sexo.

## Sinopsis
The Hand
La señorita Hua, una chica de compañía de lujo de la década de 1960, recibe la visita de Zhang, el tímido asistente de un modista, para tomarle las medidas. Él escucha como ella tiene sexo, mientras espera en su sala de estar, por lo que se siente atraído hacia ella, pero no hay un punto de encuentro entre los dos individuos de clases completamente diferentes. Al final, ella lo convoca cuando su cliente se va, y le dice que le proporcionará una ayuda para su memoria, donde él pensará en ella mientras diseña su ropa.
Equilibrium
Nick Penrose es un ejecutivo de publicidad en el año 1955 bajo una enorme presión en el trabajo. Le cuenta a su psiquiatra, la doctora Pearl, sobre un sueño recurrente de una hermosa mujer desnuda en su apartamento, mientras discuten las posibles razones por las que su estrés parece manifestarse en el sueño erótico.
The Dangerous Thread of Things
Una pareja aburrida, Christopher y Cloe, dan un paseo cerca de un resort en un lago en la costa de la Toscana. Al visitar un restaurante en la playa, ven a una mujer joven y sexy, Linda. Linda le dice a Christopher dónde vive, dentro de una torre medieval en ruinas. Él va a visitarla y tienen sexo. Cuando Christopher abandona el lugar, las dos mujeres se encuentran más tarde en la playa, ambas desnudas.

## Reparto
The Hand
- Gong Li como la señorita Hua;
- Chang Chen como Xiao Zhang, aprendiz de Jin;
- Feng Tien como el maestro Jin;
- Luk Auntie como el sirviente de Hua, Ying;
- Jianjun Zhou como el amante de Hua, Zhao.

Equilibrium
- Robert Downey Jr. como Nick Penrose;
- Alan Arkin como la doctora Pearl/Hal;
- Ele Keats como la mujer/Cecelia.

The Dangerous Thread of Things
- Christopher Buchholz como Christopher;
- Regina Nemni como Cloe;
- Luisa Ranieri como la mujer/Linda;
- Cecilia Luci como la chica junto a la cascada;
- Karima Machehour como la chica junto a la cascada.

## Producción

### Desarrollo
Después de haber producido Más allá de las nubes de Michelangelo Antonioni en 1995, el productor francés Stéphane Tchalgadjieff tuvo la idea de hacer una trilogía con 'eros' como tema, con un segmento dirigido por el director italiano. El concepto era que lo acompañaran dos grandes directores jóvenes, que hayan declarado que han sido influenciados por su forma de hacer películas. Cada uno haría un segmento en total libertad, ajeno a los otros dos. Se le unieron dos productores franceses, Raphaël Berdugo y Jacques Bar, junto con el productor italiano Domenico Procacci. Se le pidió a Amedeo Pagani, productor y amigo de Antonioni, que participara, pero dado el estado de salud de Antonioni, se negó a participar en la película. «Miguel Ángel es un buen amigo pero creo que no es buena idea que dirija un largometraje erótico en su estado.»
Después de la aprobación de Antonioni, el desarrollo de la producción de Eros comenzó oficialmente en 2001: después de discutir posibles directores, el grupo de productores seleccionó a Wong Kar-wai y Pedro Almodóvar para dirigir los otros dos cortometrajes. Durante la gira de prensa italiana de Hable con ella en marzo de 2002, Almodóvar se declaró «feliz, emocionado y honrado de compartir una película con un maestro como Antonioni.» Wong Kar-wai, por su parte, dijo que el director italiano «había sido la luz que me guía a mí y a los cineastas de mi generación, así que me siento profundamente honrado de participar en este proyecto y mostrarle mi gratitud.»

#### Retirada de Almodóvar
Se suponía que Almodóvar comenzaría la preproducción y la búsqueda de locaciones a principios de abril de 2002, en un guion basado en la iniciación sexual de un niño de 8 años. Después de varios retrasos en terminar el guion y estar presionado por el tiempo a medida que se acercaba la producción de su película La mala educación, se vio obligado a retirarse. Durante un evento para celebrar el 90.º cumpleaños de Antonioni en septiembre de 2002, su esposa Enrica anunció que Almodóvar había dejado el proyecto y sería reemplazado por Steven Soderbergh. También se anunció que el director español estaba en conversaciones para crear el segmento intersticial que uniría las tres partes de la película. Soderbergh declaró que había aceptado el trabajo porque simplemente quería su nombre «en un cartel con el de Michelangelo Antonioni».

### Casting
Antonioni no quería caras conocidas en su segmento y también necesitaba actores que se sintieran cómodos con las escenas de desnudos. El casting comenzó en el verano de 2001. Christopher Buchholz, hijo del actor alemán Horst Buchholz, fue elegido para el papel de Christopher, el marido. Al principio, el actor se sentía incómodo con las escenas de sexo, ya que una secuencia particular del guion original requería una desnudez frontal completa. La escena finalmente fue cortada y nunca se filmó. La exbailarina Regina Nemni obtuvo el papel de Cloe, la esposa, y Luisa Ranieri, popular en ese momento por un comercial de Nestea, fue elegida como Linda.
Habiendo escrito un guion menos erótico, Soderbergh tuvo fácil acceso a actores de primer nivel para los papeles principales. El 27 de febrero de 2003, Variety informó que tanto Robert Downey Jr. como Alan Arkin habían sido elegidos para el segmento aún sin título. Para el doble papel de la «Mujer en el sueño» (cuyas escenas requerían desnudez total) y la esposa de Nick, Cecelia, docenas de actrices audicionaron para la directora de reparto Debra Zane. Finalmente, la actriz de 29 años (y exmodelo) Ele Keats consiguió el papel.
En la primavera de 2003, Wong Kar-wai completó el casting para su segmento: el joven actor taiwanés Chang Chen, que ya había trabajado con el director en Happy Together, obtuvo el papel principal de Zhang. Gong Li, que estaba a punto de comenzar a filmar 2046 de Wong, se unió al elenco como la señorita Hua.

### Rodaje
El primer episodio que se filmó fue Il filo pericoloso delle cose de Antonioni. La producción comenzó a finales de octubre de 2001 en Capalbio (Toscana), con un rodaje previsto de 6 semanas. Con algunas excepciones (como el director de fotografía Marco Pontecorvo), el equipo estaba compuesto principalmente por jóvenes recién llegados. El arquitecto Stefano Luci, residente en Roma, debutó como diseñador de producción con Eros gracias a su amistad con Antonioni y lo ayudó a encontrar los lugares adecuados para el rodaje. Otros lugares incluyeron el parque natural de Maremma y el lago del Turano. Filmada principalmente durante el día para capturar la luz natural del final del verano con cámaras digitales y de 35 mm, la filmación terminó oficialmente a principios de diciembre. El presupuesto final para el segmento fue de 2 500 millones de liras.
A pesar de estar ubicada en la ciudad de Nueva York de la década de 1950, Equilibrium de Soderbergh se filmó completamente en un estudio de Los Ángeles. Producida por el antiguo colaborador de Soderbergh, Gregory Jacobs, el segmento entró en producción a fines de febrero de 2003 y la fotografía principal duró una semana. El diseñador de producción Philip Messina y la diseñadora de vestuario ganadora del premio Óscar Milena Canonero se unieron para recrear el estilo de los años 50 requerido por el guion. Sabiendo que los otros dos cineastas serían más directos en su enfoque del tema, Soderbergh eligió un camino más ligero y elíptico. «Me gustó la idea de que lo que se supone que es una 'película erótica' esté protagonizada por Alan Arkin y Robert Downey Jr.» La actriz Ele Keats, como único elemento erótico de la historia, pasó varias horas totalmente desnuda en el set pero, como declaró más tarde, Soderbergh «había planeado todo meticulosamente con antelación, así que para mí era como estar relajada en casa.»
Wong Kar Wai comenzó la producción de The Hand a principios de 2003, durante el brote de SARS en el sur de China. El plan original de rodar en Shanghái tuvo que ser revocado, por lo que la producción tuvo que trasladarse a Hong Kong. Muchos miembros de la producción renunciaron debido a los riesgos, lo que obligó a Wong a trabajar con un personal reducido. Debido a los riesgos, el elenco y el equipo tenían que lavarse las manos regularmente en el set y trabajar con máscaras, evitando cualquier posible contacto físico entre ellos. Para acelerar la producción, los dos últimos días de rodaje se realizaron en un periodo de 48 horas de trabajo continuo. «Fue una pesadilla pero esta situación me inspiró a hacer una película sobre el sentido del tacto», declaró el director durante la rueda de prensa en Venecia.

## Recepción

### Críticas
En Estados Unidos, la respuesta crítica a Eros fue muy variada. Rotten Tomatoes informó que el 34% de los críticos le dieron a la película una crítica positiva basada en 68 reseñas, con una calificación promedio de 4,80 sobre 10. El consenso de los críticos del sitio dice: «Aunque el corto de Wong está a la altura de la promesa del título, el de Antonioni es una gran decepción.» En Metacritic, la película tiene una puntuación media ponderada de 51 sobre 100 basada en 22 reseñas de críticos, lo que indica «críticas mixtas o promedio». Los críticos estadounidenses fueron casi unánimes en su elogio del segmento de Wong Kar-wai y casi unánimes en su desaprobación de la pieza de Michelangelo Antonioni. La contribución de Steven Soderbergh generó críticas mixtas.
Roger Ebert le dio al segmento de Wong cuatro de cuatro estrellas, al de Soderbergh tres estrellas y al de Antonioni solo una estrella. En el programa de televisión sindicado Ebert & Roeper, le dio a la película una calificación de «pulgar arriba». En su reseña del Chicago Sun-Times, escribió:

¿Se pretende que las tres películas de Eros sean (a) eróticas, (b) sobre erotismo o (c) ambas? Los directores responden de tres maneras diferentes. Wong Kar-wai elige (c), Steven Soderbergh elige (b) y Michelangelo Antonioni, por desgracia, elige Ninguno de los de arriba [...] La película de Antonioni es una vergüenza. Regina Nemni actúa todas sus escenas con una blusa perfectamente transparente sin otra razón, me temo, que para que podamos ver sus pechos. Luisa Ranieri actúa mayormente desnuda. El resultado es porno softcore de la variedad más banal, y cuando la segunda mujer comienza a retozar en la playa uno anhela que Russ Meyer venga al rescate. Cuando ves a una mujer retozando desnuda en una película de Meyer, te quedas retozando con ella [...] vuelvo a The Hand de Wong Kar-wai. Se queda conmigo. Los personajes se expanden en mi memoria e imaginación. Siento empatía por ambos: la señorita Hua, que acepta con tristeza el desvanecimiento de su belleza, la desaparición de sus clientes, la pérdida de su salud, y el señor Zhang, que siempre estará bajo su control. «Me convertí en sastre gracias a ti», dice. Es el mayor cumplido que está en su poder hacerle, y ella lo sabe. Lo sabe, y se siente conmovida por ella como ninguna de las innumerables palabras de sus innumerables clientes jamás la han tocado ni podrían tocarla jamás.

### Taquilla
Eros fue distribuida para su estreno en cines en Norteamérica por Warner Independent Pictures el 8 de abril de 2005. La promoción fue deficiente; por ejemplo, en At the Movies with Ebert and Roeper, el crítico Richard Roeper comentó que estaba sorprendido de que Warner Independent no enviara ningún clip para ser transmitido en el programa y que esta era la única película reseñada en el programa que recordaba por la cual el estudio había dado ese paso (por cierto, los críticos le dieron a la película una calificación de «Dos pulgares arriba»). Abriendo en doce pantallas, la taquilla fue débil, ganando solo US$53 666 ($4472 por pantalla) en su primer fin de semana en camino a un bruto final de US$188 392.
Box Office Mojo informo que el total bruto mundial de Eros es de US$1 535 829.